# Dolly Buster
Dolly Buster, née le 23 octobre 1969 à Prague (Tchécoslovaquie), est une productrice et actrice pornographique tchèque.

## Biographie
Dolly Buster a été tête de liste Nouvelle Initiative (NEI) lors des élections européennes de 2004 en République tchèque,.